# Rieziuan Mirzow
Rieziuan Muchamiedowicz Mirzow (ros. Резиуан Мухамедович Мирзов; ur. 22 czerwca 1993 w Baksanie) – rosyjski piłkarz pochodzenia kabardyjskiego grający na pozycji pomocnika. Od 2021 roku zawodnik FK Chimki.
9 października 2014 zadebiutował w najwyższej klasie rozgrywkowej w przegranym przez Torpedo meczu przeciwko Zenitowi Petersburg.